# المرأة في فيتنام
خضع دور المرأة في فيتنام لتغييرات كثيرة على مر التاريخ من فيتنام التي اتخذتها على أدوار مختلفة في المجتمع بما في ذلك المحاربين والممرضات والأمهات والزوجات. كانت هناك العديد من أوجه التقدم في مجال حقوق المرأة في فيتنام، مثل زيادة تمثيل المرأة في الحكومة فضلا عن إنشاء الاتحاد النسائي فيتنام في عام 1930.
يذكر كثير من العلماء أن فيتنام كان مجتمع تغلبه الأموميه قبل الحكم الصيني والتي جلبت في القيم الأبوية الكونفوشيوسية. على الرغم من الحكم الصيني فا معظمها انتهت قبل القرن الثاني واستمر أكثر من القيم والمؤسسات الصينية باتباع السلالات الفيتنامية. وسيطرالحكم الفرنسي.على فيتنام خلال القرن التاسع عشر وقد تزوج العديد من النساء للرجال الأوروبيين مؤقتا خلال هذه الفترة ورأى الطرفان أن هذا القرار له منفعة متبادلة. ارتفعت المشاعر القومية في فيتنام في أوائل القرن العشرين التي أدتإلى نهاية الحكم الفرنسي في نهاية المطاف في عام 1954 وثم تقسيم فيتنام إلى قسمين على طول خط العرض السابع عشر. كانت هناك العديد من الحسابات التي القومية ارتفعت حقوق المرأة معها، وشارك العديد من النساء في الثورة ضد الحكم الفرنسي.
استمر دور المرأة بازدياد في الحروب وخارج منزلها خلال القرن العشرون، وخاصة في الحروب الهندية الصينية. بذل الحزب الشيوعي الحاكم لفيتنام جهوده في الحرب الفيتنامية لدعم حقوق المرأة والمساواة وتمثيلها في المحكمة. بالإضافة إلى حصص الوظائف خلال أيام الستينات، والتي طالبت بحق المرأة في امتلاك نسبة معنيه من الوظائف في مختلف القطاعات. واصلت حقوق المرأة إلى زيادة في فيتنام المعاصرة، وكانت النساء تعقد بشكل متزايد المناصب القيادية وحاليا دانج ثي نجوك ثينه هو نائب رئيس فيتنام، وهو المنصب الذي يشغله منذ أبريل 2016. بالإضافة إلى ذلك تم انتخاب نغوين ثي كيم نجان كما رئيسة الجمعية الوطنية الفيتنامية في مارس عام 2016، وهي المرة الأولى لأيه امرأة في أخذ هذا المركز ولكن لا يزال هناك تأثير لأدوار الجنسين والتأثير الثقافي في فيتنام اليوم، والتي استمرت داخل المنزل المحلي وكذلك في الخارج في المجال الاجتماعي والاقتصادي.

## التاريخ المبكر والحكم الصيني
وفقا لوليام تورلي: «أن العادات والتقاليد المحلية في الثقافة الفتنامية تحدد دور المرأة في تحمل آثار النظام  الأمومي» والذي يؤثر على مختلف الطبقات الاجتماعية. وبحسب رئيس شركة الاتحاد الأفريقي كركوستا الذي يقول بأن وجود النظام الأمومي الذي يطبق في شمال فيتنام أدى إلى نظام القرابة المزدوج، كما أدة هذا النظام إلى تكوين أسر تجمع الأقارب من طرف الأم من طرف الأب وركز على الأهمية المتساوية لكل من الطرفين. ادعت الجيوش الصينية قبل الميلاد أراضي دعا فيتنام وحاولت دمجها في الإمبراطورية هان. وخلال هذا الوقت، كانت الكونفوشيوسية الأيديولوجية الرسمية، كان يتحدث اللغة الصينية في المقام الأول، وكان الاحتلال الصيني تأثير هائل على الأدب والفن الإبداعات. ومع ذلك، كان هناك مقاومة الحكم الصيني. وفقا لبيتر سي فان، إن «الأشخاص الثلاثة الأولى الرائدة التمرد ضد الصين من النساء أقترح وهذا فيتنام القديمة كانت المجتمع الأمومي» و«كان نظام الأسرة الفيتنامية القديم على الأرجح أمومي، مع النساء الحاكم على العشيرة أو القبيلة» حتى الفيتنامية«تبنت النظام الأبوي الذي قدمه الصينية» على الرغم من أن«هذا النظام الأبوي لم يكن قادرا على إزاحة المرأة الفيتنامية من مكانة عالية نسبيا في الأسرة والمجتمع، خصوصا بين الفلاحين والطبقات الدنيا»، مع الحديث«الثقافة والمدونات القانونية والتيتشجع المزيد للحقوق والامتيازات» للنساء أكثرمما كانت عليه في الثقافة الصينية.
وقالت كريستونا  أن علماء آخرين اعتمدوا على «هذا الجانب» أمومي «أسطورة في التفريق المجتمع الفيتنامي من انتشار انتشارا من النظام الأبوي الكونفوشيوسية الصينية» وأن «المقاومة للاستعمار الصين من فيتنام جنبا إلى جنب مع الرأي القائل بأن فيتنام كان في الأصل النظام الأمومي أدى إلى عرض نضالات المرأة من أجل التحرر من (الصينية) البطريركية كرمز للكفاح أمة بأكملها من أجل الاستقلال الفيتنامية». وفقا لكارين جي. تيرنر، في ميلاديا 3rd القرن، سيدة تريو «يبدو أن تجسيد ثقافة أمومي أن تخفف قواعد السلطة الأبوية على الرغم من أنها هي التي رسمت أيضا شيئا من مهووس... معها... وحشية، خط العنيف.» قائد عسكري الإناث الذين تمكنوا، لبعض الوقت، لمقاومة بنجاح الدولة الصينية وو الشرقية خلال احتلالها لفيتنام، وقالت انها نقلت قوله «أود أن ركوب العواصف، وقتل أسماك القرش في البحر المفتوح، طرد المعتدين، احتلال البلاد، التراجع عن العلاقات القنانة، وأبدا ثني ظهري أن تكون محظية من أي رجل.»
وتخرج المرأة للقتال عندما يكون العدو أمام البوابة. وقد قرأ كدليل على مكانة المرأة. (جياك وكر نها دان با بأي دانه) - قول مأثور الفيتنامية القديم. الاقتباس هو "giac den nha, dan ba cung danh" باللغة الفيتنامية والاقتباس يعني في الواقع أن القتال في حرب غير اللائق للنساء ولها فقط عندما يكون الوضع اليائس ذلك أن الحرب قد تنتشر إلى وطنهم بعد ذلك يجب على النساء دخول حرب.

## الأخوات ترونج
الأخوات ترونج ترونج تراك وترونج أي أيتش قادا تمرد للتخلص من المحافظ الصيني الفاسدين الاحتلال فيتنام في عام 40 الميلادي. كانوا بنات لاك في جياو تشي (الآن شمال فيتنام) والأرامل من الأرستقراطيين. شكلوا بنجاح مملكتهم الخاصة في الشرق الأوسط لينه حيث أعلن ترونج تراك الملكة وشيد عاصمة لها ". ورغم استبعاد بي لينه، ألغت الأخوات الضرائب، والتي كانت قاسية خاصة في ظل لدينه. هزموا في لا تزال تعتبر 43 م من قبل ما يوان، وهو جنرال الصينية، ولكن كأبطال العسكرية الإناث والبطلات الوطنية.
وفقا لدونالد م. سيكينز مؤشرا على «قوة من القيم أمومي» هو أن امرأة، ترونج تراك، مع شقيقتها الصغرى ترونج التأمين الصحي الوطني، جيشا من «أكثر من 80,000 جندي والتي في كثير من ضباط لها كانوا من النساء»، التي هزموا الصينيين. وفقا لكيث ويلر تايلور، «يشهد نكهة أمومي من الوقت قبل أن القبر وروح أم معبد ترونج تراك في ليكونوا على قيد الحياة، على الرغم من أن لم يبق شيء من والدها»، و«المجتمع من الأخوات ترونج» كان «خلال الأم بقوة». من ناحية أخرى، على الرغم من وتذكرت الأخوات ترونج لمهاراتهم العسكرية وشجاعة، فقد استخدمت أيضا لتأكيد الدور المجتمعي للمرأة بطريقة مختلفة. وركزت بعض المؤرخين على الجمال الجسدي وأكد ائهم لأسرة فضلا عن العلاقة ترونج تراك ورومانسية مع زوجها، لاك الرب ثي ساش. كما رمزا مبدع من الوطنية الفيتنامية، كانت تستخدم لإظهار مدى ضعف الرجال الفيتنامية، بل هي في مقارنة مع النساء الفيتنامية، كما أن الرجال الفيتنامية تحت لدينه «انحنى رؤوسهم، مطوية أسلحتهم، وخدم الشماليين، وكيف مخجل هذا في مقارنة مع اثنين من الأخوات ترونج، الذين هم من النساء!»
بعد هزيمة ما يوان من الأخوات ترونج، حافظ الصينية الهيمنة على فيتنام لأكثر من ألف سنة. أسسوا البيروقراطية التي أكد الكونفوشيوسية، وأنها تركز على تثقيف الطبقة الحاكمة فيتنام مع الأدب والأفكار الصيني. انتهت الحكم الصيني في 939 م عندما الجيش الفيتنامي، وذلك بتوجيه من نجو كوين، هزم الجيش الصيني، الذي انزعج بالفعل من الفوضى داخل الصين. تأسست سلالة لي في 1010، وتولى الحكم حتى واصلت 1225. ولي سلالة العديد من المؤسسات السياسية والاجتماعية والاقتصادية التي كانت مفروضة من قبل الحكام الصيني السابق في البلاد. على سبيل المثال، لا يمكن إلا الذكور من الطبقة النبيلة المدرسة ويصبحوا أعضاء في الخدمة المدنية. واصلت الفيتنامية لمحاربة النفوذ الصيني، ولكن عام 1407 كان البلد مرة أخرى تحت الحكم الصيني. أعادوا فاز الاستقلال في 1428، عندما تم إنشاء سلالة الفيتنامي لي.

## حكم الأوروبية
وكانت فرنسا تفضل تداول الحرية في فيتنام. وكانو أيضا يريدون جلب المزيد من المبشرين في البلاد. وكان سلالة نجوينيكره  المشاركة الفرنسية في فيتنام، ووقتل العديد من المبشرين. هذا حفز الإمبراطور الفرنسي نابليون الثالث  لمهاجمة فيتنام ومحاولة إجبار المحكمة لقبول عنوان «الحماية الفرنسية».ونجحت فرنسا على الرغم من المقاومة التتي واجهتها وكانت فيتنام رسميا محمية فرنسية في عام 1880.
وكثيرا ما كانت المرأة الفيتنامية تتزوج للرجل الأوروبي. كان هذا صحيح بصفة خاصة في الطبقة العليا حيث يعتبر الزواج من الرجل الأوروبي فرصة للتقدم.  ولكن الزواج يعتبر مؤقت في كثير من الأحيان. تزوج المرأة الفيتنامية من رجل الأوروبي لفترة معينة من الزمن. ودائما ما أعطيت الأشياء مثل الملابس والنقود المعدنية والمجوهرات في مقابل الزواج، يمكن للمرأة أن تحقق أرباحا في هذا السبيل. عندما يرحل الزوج الأوروبي كانت المرأة الفيتنامة غالبا تتزوج مرة أخرى.
واعتبرالبعض ذلك ترتيب مربح لمعظم الأطراف. وفي الواقع كان النبلاء الفيتناميين يفكرون «بأنه ليس عار أو وصمة عار لتزويج بناتهم إلى البحارة الأجنبيين، تقديرا لوقت مكوثهم في تونكيون وكانو يودعون الابن في القانون باليد في رحيلهم وخاصة إذا تركوا زوجاتهم مع الطفل.» وعلى هذا النحو، كان ينظر إلى الزواج برحيل الزوج الأجنبي فرصة لتحقيق التقدم الاجتماعي وليس هناك وصمة عار مثل«زوجة المهجورة.» كان هناك ما يقرب من الهالة تحيط الامرأة اللتي تزوجت من رجل أجنبي وليس وصمة عار. وكان يعتقد أن «عندما يريد  التاجر أن يغادر يجب أن يعطي كل ما وعد به، وهكذا فإنها تترك زوجها ويصبحون أصدقاء بدل من شركاء سوبذلك  تستطيع أن تبحث عن رجل آخر إذا رغبت في الزواج بدون فضيحة».   
ووفقا للعديد من المؤرخين أن الرجال الأوروبيين يعتبرون نساء جنوب شرق آسيا جميلات ولكنهن غير محتشمات ولا عفيفات. وهذا يسر بيئة أكثر انفتاحا للاغتصاب ولاختطاف. وبدأ زعماء الدين الأوروبيين بإلقاء اللوم على النساء الشرق آسويات لكونهن بغايا وجائ الزواج المؤقت ليعتبر مخزيا عوضا عن أنه مشرفا كما كان تعب المرأة في هذا الزواج بغي ومن الطبقات الدنيا. ذكرت المؤرخة باربرا انديا أنه على الرغم من أن الاوربيون استمروا في اتخاذ العشيقات في القرن التاسع عشر إلا أن الميل إلى رؤية العشيقات كبائعات الهوى كان يعني أن مكان الزوجة المؤقتة قد انتهت أساسا.